# The Leonardo
 Il The Leonardo è un grattacielo di 55 piani ad uso misto di Sandton presso Johannesburg in Sudafrica. Con i suoi 234 metri, è il quarto edificio più alto d’Africa e il più alto del Sudafrica.

## Caratteristiche
L'edificio, alto 234 metri ha superato di undici metri il precedente detentore del record, il Carlton Centre.
È stato annunciato che l'appartamento attico di 3 piani di 2100 metri quadrati sarà commercializzato per R180 milioni. Questo, se venduto, lo renderà la proprietà di titolo sezionale più costosa mai venduta in Sudafrica. L'intera struttura ha avuto un costo di R2 miliardi ed è composta da 200 appartamenti e 11 piani di uffici commerciali.
Lo sviluppo include negozi a livello della strada e un podio fuori terra, dove si trovano una piscina, un ristorante e diverse altre strutture.

## Costruzione
Il 17 novembre 2015, è iniziata la costruzione del The Leonardo. 
All'inizio di settembre 2016, la struttura del parcheggio sotterraneo a 4 piani aveva raggiunto il livello del suolo. 
A metà marzo 2017, il nucleo della struttura era di circa 6 piani fuori terra. 
Alla fine di aprile 2018, The Leonardo era l'edificio più alto di Sandton, superando la torre del Sandton City Office alta 141 m. A metà aprile 2019, The Leonardo è stato strutturalmente completato e da quel momento è l'edificio più alto del Sudafrica.